# Tolox
Tolox is een gemeente in de Spaanse provincie Málaga in de regio Andalusië met een oppervlakte van 94 km². In 2007 telde Tolox 2349 inwoners.

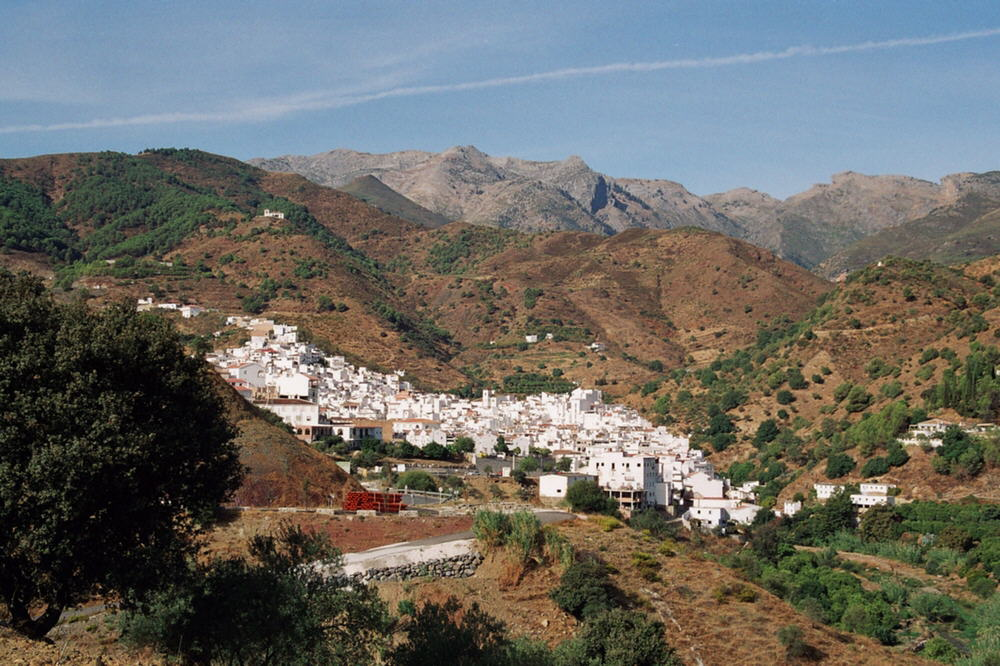
Tolox